# Josep de la Concepció

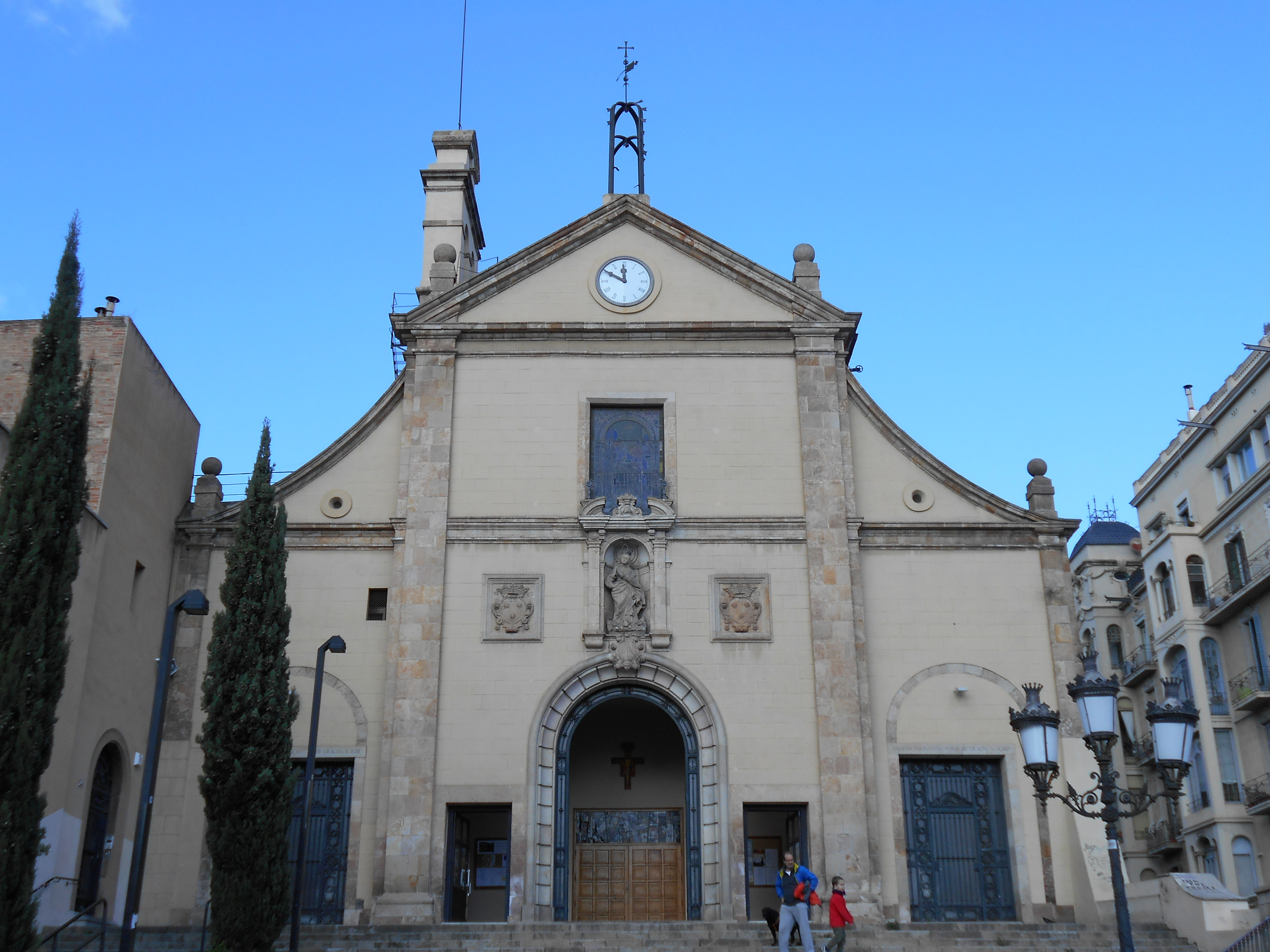
Iglesia de Nuestra Señora de Gracia y San José —apodada dels Josepets—, en la plaza de Lesseps, Barcelona (1687).

Fray Josep de la Concepció, nombre religioso de Josep Ferrer, también conocido como el Tracista (Valls, 1626 – Nules, 12 de febrero de 1690) fue un arquitecto español. Se enmarca dentro del Barroco clasicista, con cierta influencia vitruviana.

## Biografía y obra

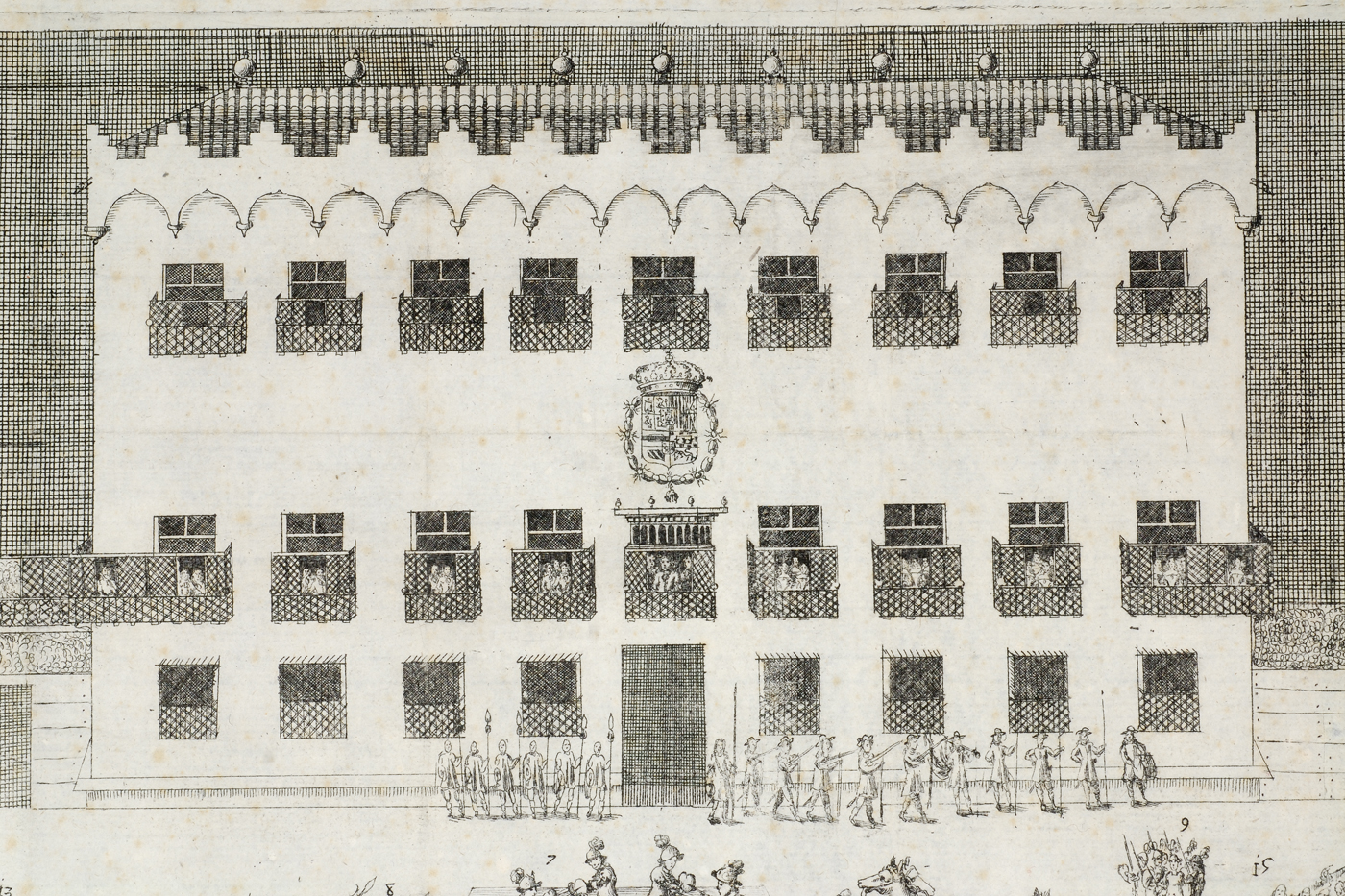
Palacio del Virrey.

En 1651 tomó los hábitos como fraile carmelita descalzo en el convento de San José de Mataró. A los pocos años fue nombrado tracista —cargo equivalente al de arquitecto en la época— de la provincia de su orden.
Sus primeras obras fueron en conventos, como el de San José  y Santa Ana en Enguera (1655), el de San José de Barcelona (1658) y el de San José de Mataró (1660). Su primera obra relevante fue la remodelación del Palacio del Virrey de Barcelona (1663), que le dio a conocer fuera del ámbito eclesiástico. 
Después de 1663 recibió diversos encargos de obras civiles: ampliación del Ayuntamiento de Vich (1674), remodelación del castillo de Cubellas (1673), proyecto para el Hospital de Reus (1674); y continuó con proyectos religiosos: campanario de San Antonio en Villanueva y Geltrú (1670), supervisión del retablo mayor de la iglesia de Santa Eulalia de Esparreguera (1670), iglesia de Santa María del Alba de Tárrega (1672), capilla de la Inmaculada Concepción en la Catedral de Tarragona (1673), remodelación de la iglesia de Santa María de Mataró (1675), capilla de San Olegario de la Catedral de Barcelona (1676), proyecto para la Seo Nueva de Vich (1679), proyecto para la fachada de la Catedral de Gerona (1680), iglesia de Nuestra Señora de Gracia y San José de Barcelona (1687), capilla del Santísimo en la iglesia Prioral de San Pedro de Reus (1688).
Su actividad le llevó a Madrid desde principios de la década de los 1670 hasta 1674. En 1689 volvió a Madrid para perfeccionar la traza del convento de San Hermenegildo. En el viaje de regreso enfermó gravemente en Nules, donde murió el 12 de febrero de 1690.